# Dödens motorväg

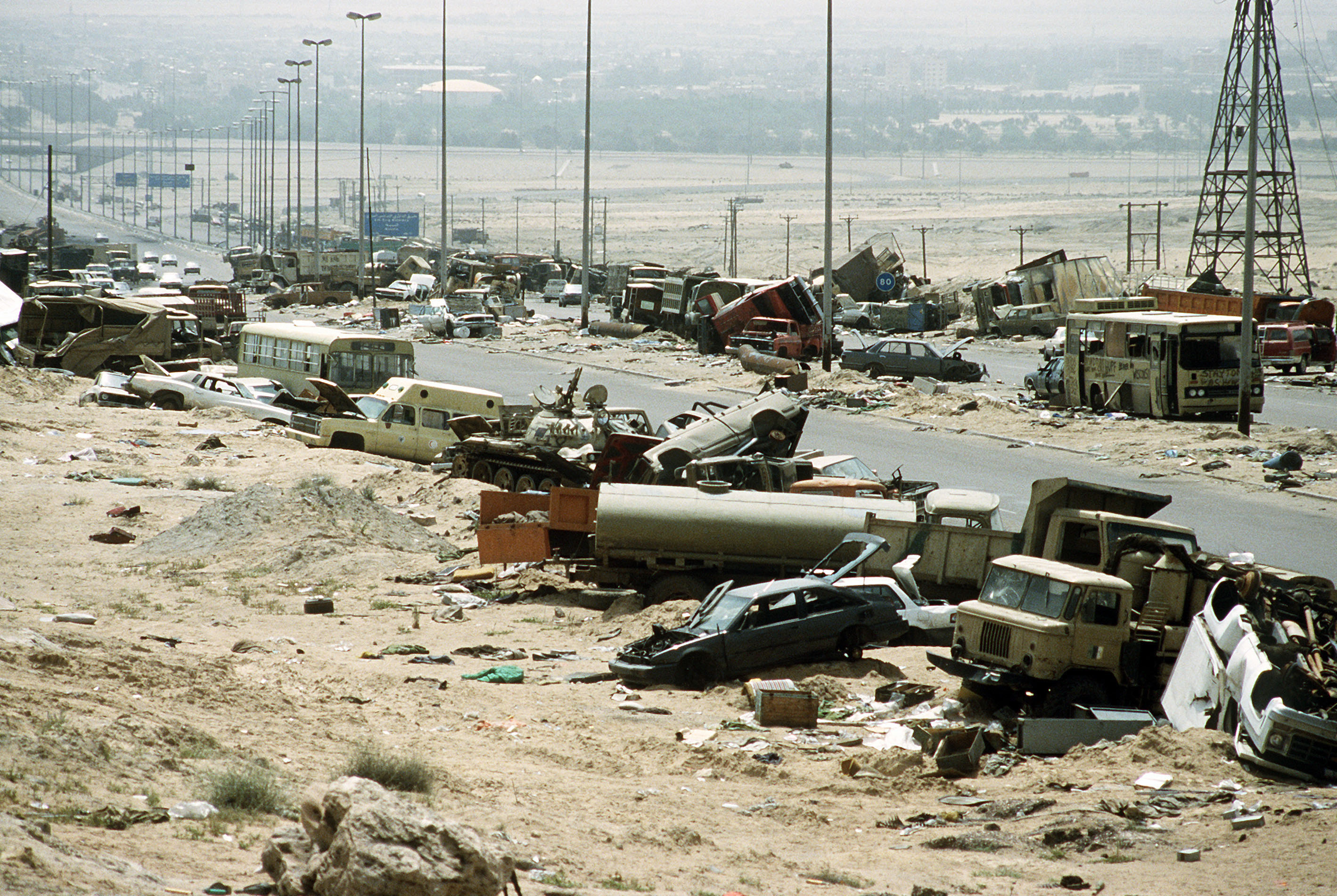
"Dödens motorväg", 18 april 1991.

Dödens motorväg (engelska: Highway of Death) refererar till en väg mellan Kuwait och Basra, där den retirerande irakiska armén attackerades av amerikanska flygvapnet natten till den 27 februari 1991. Västerländska medier benämner vägen som "Highway 80", och den går mellan Kuwait City och gränsstäderna Abdali (Kuwait) och Safwan (Irak), för att sedan fortsätta till Basra. Vägen reparerades under sena 1990-talet, och användes i början av USA:s och Storbritanniens invasion av Irak 2003.

## Bildgalleri

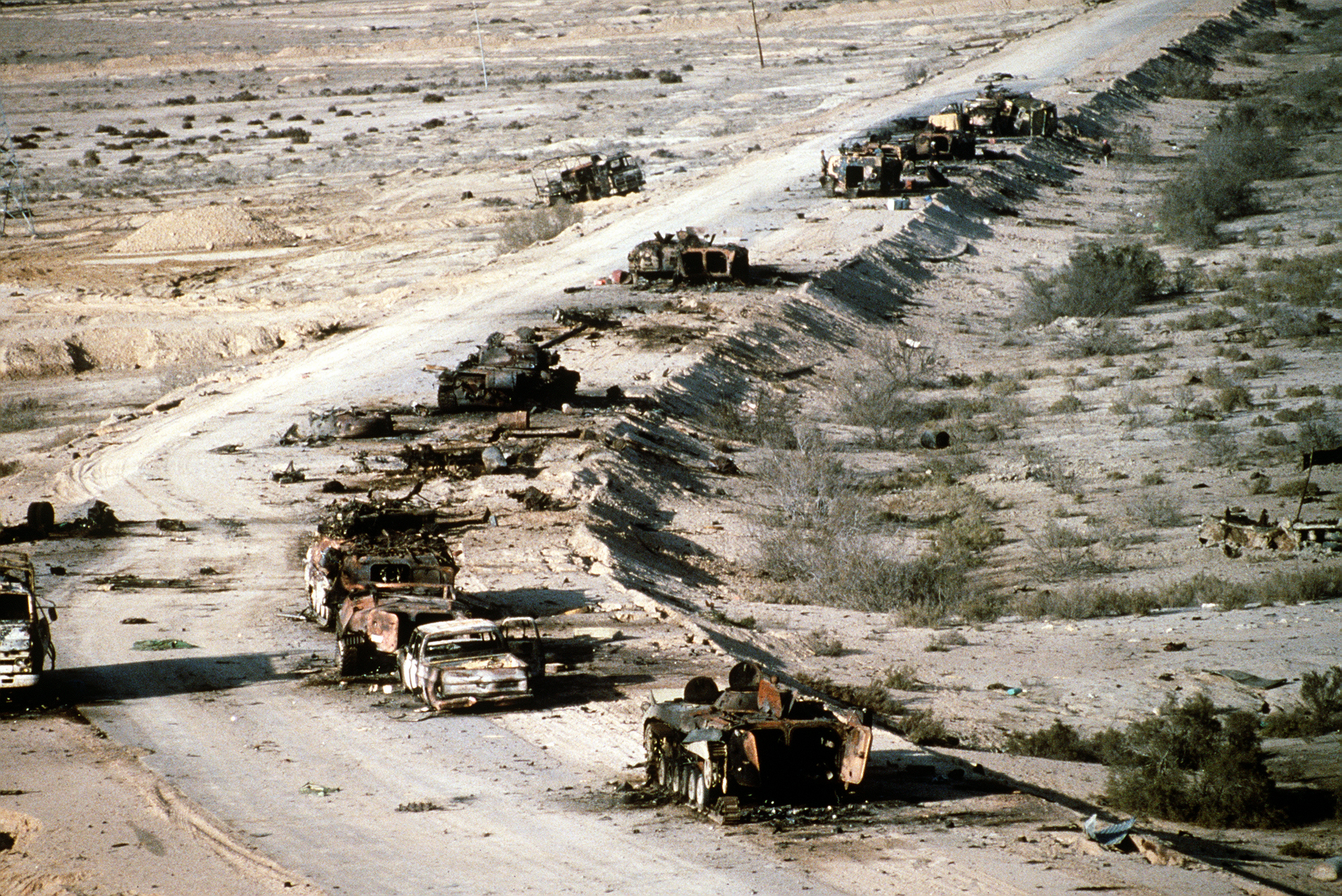
Förstörda stridsvagnar på Dödens motorväg, 4 mars 1991.
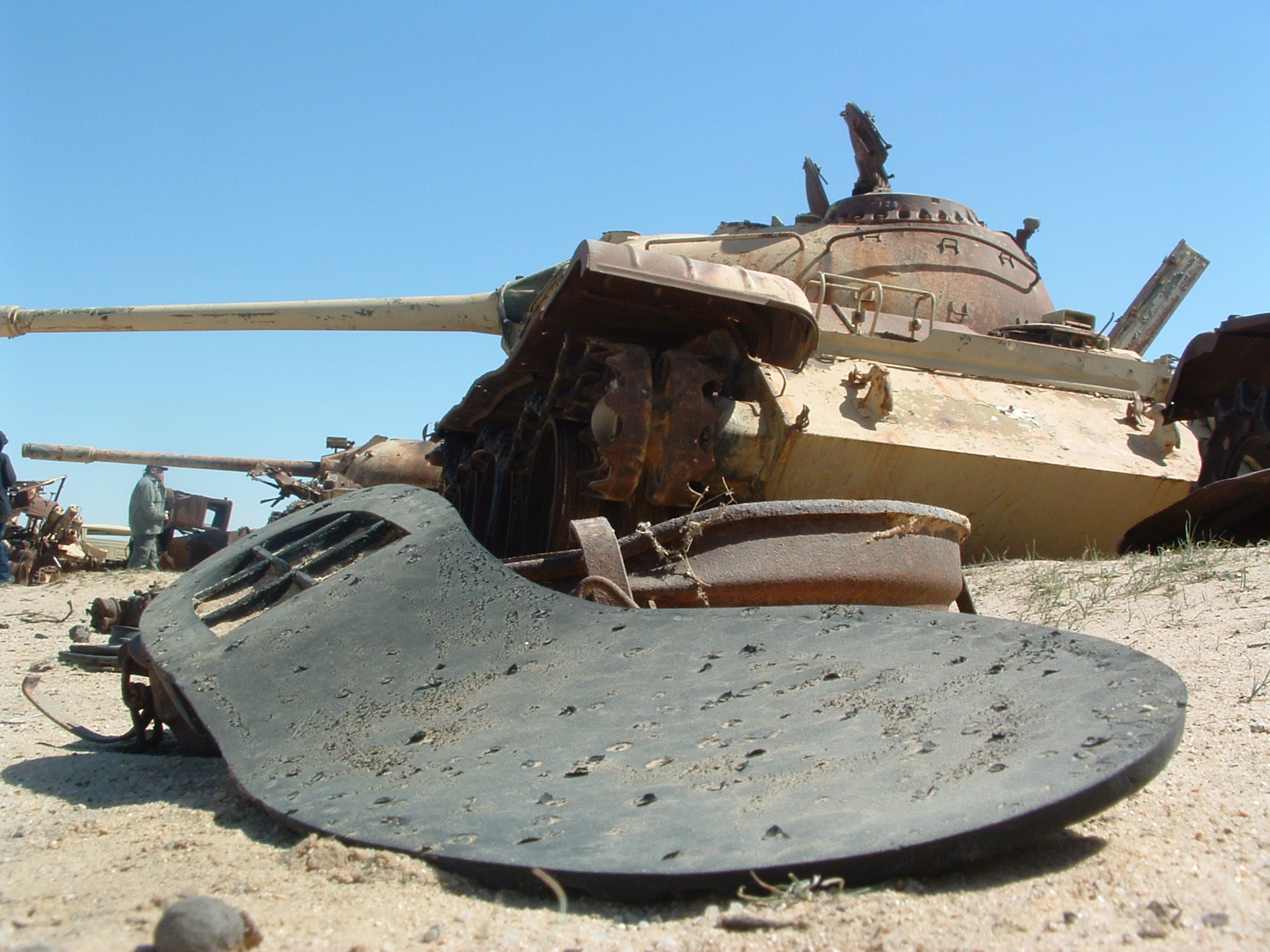
En skosula kvarlämnad på Dödens motorväg, 28 februari 2003.
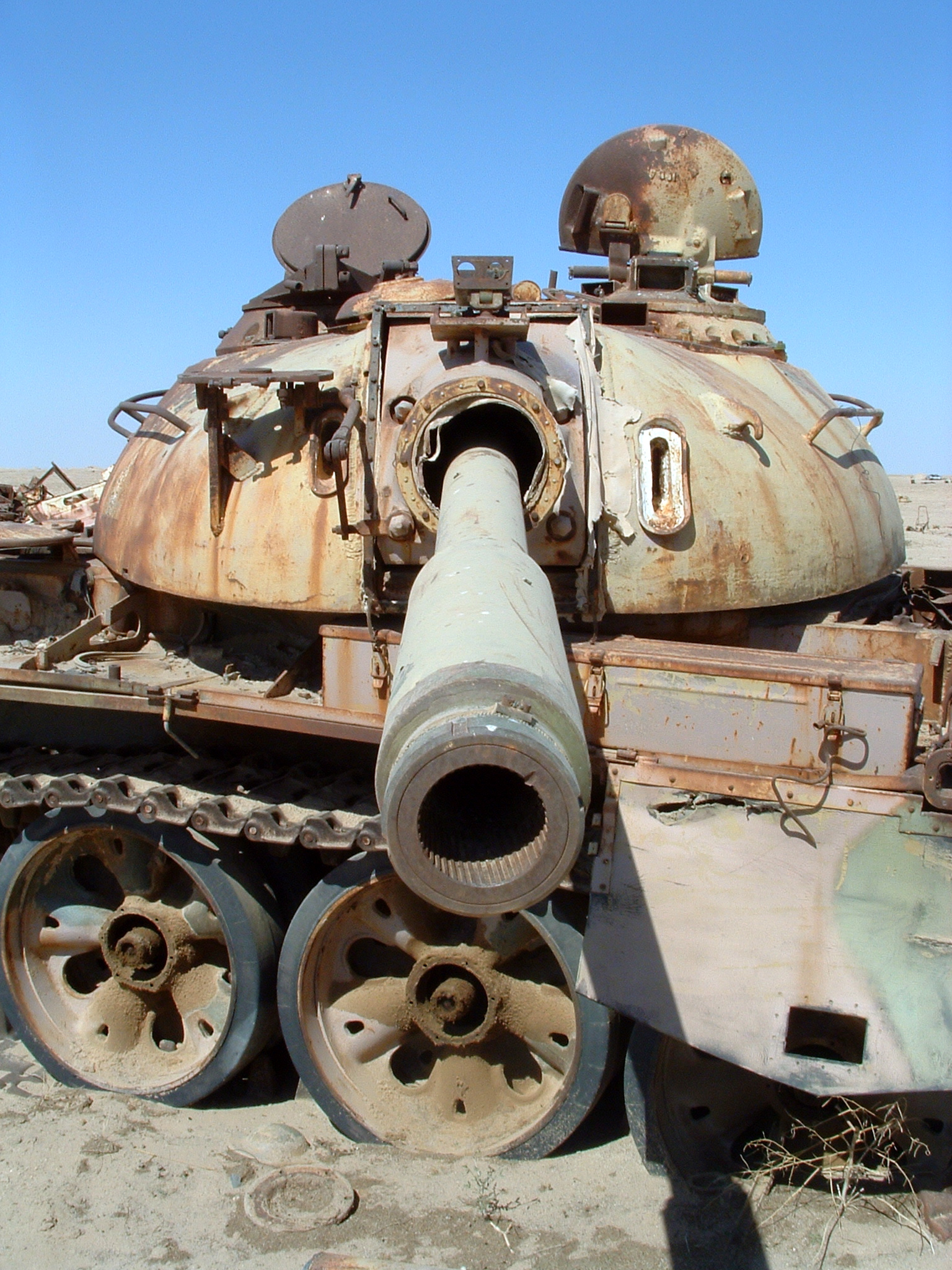
Rostande stridsvagn på Dödens motorväg, 28 februari 2003.